# Weichhaariger Pfeifenstrauch
Der Weichhaarige Pfeifenstrauch (Philadelphus pubescens) ist ein großer Strauch aus der Familie der Hortensiengewächse (Hydrangeaceae). Sein natürliches Verbreitungsgebiet liegt in den Vereinigten Staaten.

## Beschreibung

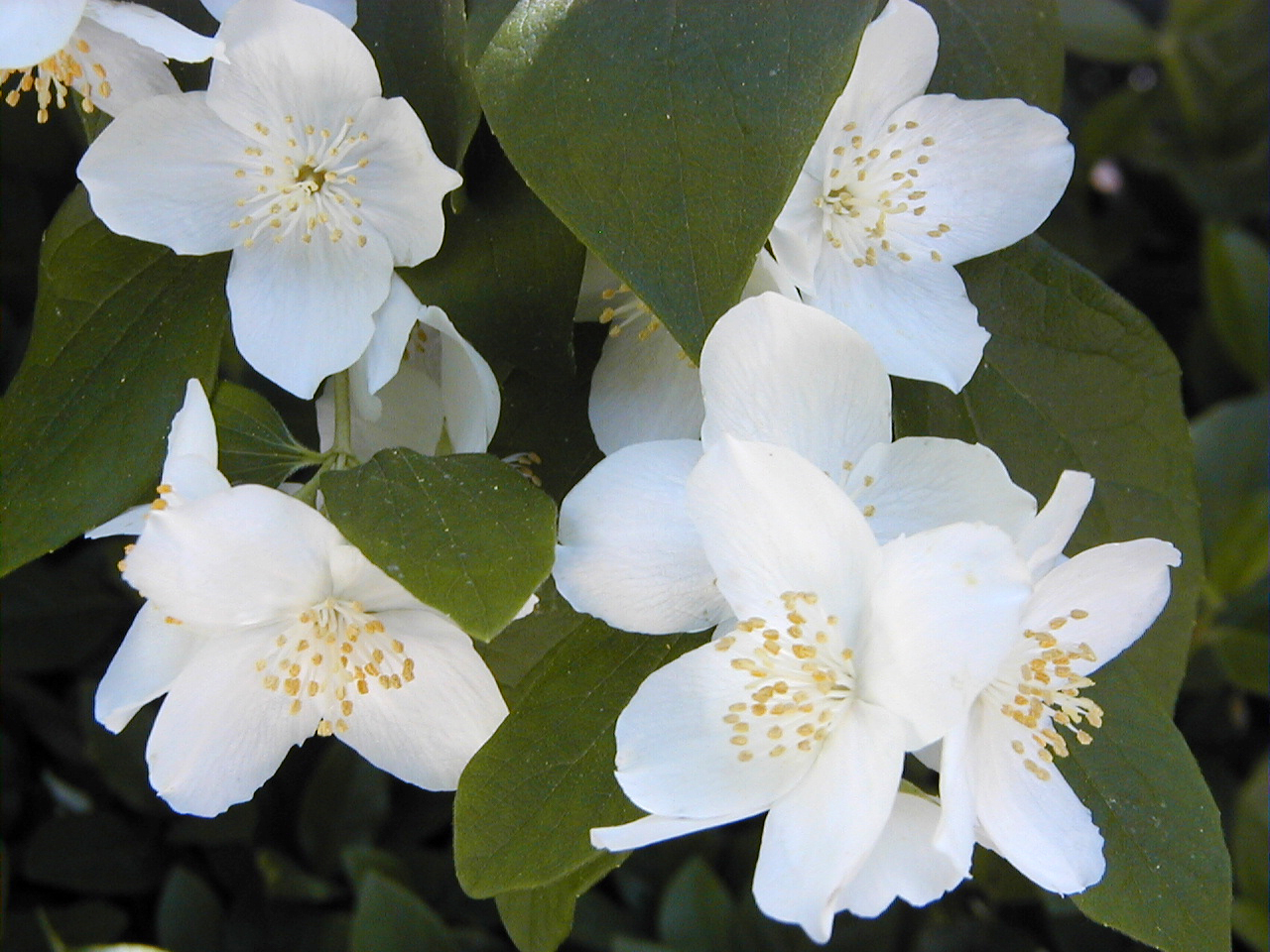
Blüten

Der Weichhaarige Pfeifenstrauch ist ein laubabwerfender, bis über 6,5 Meter hoher, aufrechter Strauch mit grauer, nicht abblätternder Rinde. Junge Triebe sind grün und kahl. Achselknospen sind nicht sichtbar.
Die Blätter sind einfach. Die Blattspreite ist 4 bis 10 Zentimeter lang, eiförmig oder elliptisch, spitz bis zugespitzt mit breit keilförmiger oder abgerundeter Basis und meist entfernt gezähntem Blattrand. Die Blattoberseite ist dunkelgrün und bis auf die rau behaarte Mittelrippe kahl, die Unterseite ist dicht striegelhaarig.
Die Blüten stehen zu fünf bis neun selten elf in Trauben. Die zwittrigen Einzelblüten sind schüsselförmig, 3 bis 4 Zentimeter breit und nicht duftend. Der Blütenkelch ist dicht behaart und hat 6 bis 7 Millimeter lange, eiförmige, zugespitzte Kelchblätter. Die rahmweißen Kronblätter sind verkehrt-eiförmig bis länglich. Der Griffel ist zu zwei Drittel verwachsen und wie der Diskus kahl. Es werden etwa 35 Staubblätter gebildet. Die Art blüht von Juni bis Juli.
Es werden kleine Kapselfrüchte mit beständigem Kelch gebildet.

## Verbreitung und Ökologie
Das natürliche Verbreitungsgebiet liegt im Osten der USA. Die Art wächst in Auen und an Flussufern auf mäßig trockenen bis frischen, schwach sauren bis stark alkalischen, sandigen, kiesigen oder lehmigen, nährstoffreichen Böden an sonnigen Standorten. Sie ist wärmeliebend und meist frosthart.

## Systematik und Forschungsgeschichte
Der Weichhaarige Pfeifenstrauch (Philadelphus pubescens) ist eine Art aus der Gattung der Pfeifensträucher (Philadelphus) in der Familie der Hortensiengewächse (Hydrangeaceae), Unterfamilie Hydrangeoideae, Tribus Philadelpheae. Die Art wurde von Loiseleur-Deslongchamps im Jahr 1820 erstbeschrieben.

## Verwendung
Der Weichhaarige Pfeifenstrauch wird sehr selten aufgrund seiner dekorativen Blüten als Zierpflanze verwendet.

## Nachweise